# Reflets
Reflets är det andra studioalbumet av den franska sångaren Shy'm. Det gavs ut den 26 september 2008 och innehåller 14 låtar.

## Låtlista
| Nr  | Titel                       | Längd |
| --- | --------------------------- | ----- |
| 1.  | La première fois            | 3:25  |
| 2.  | Step Back                   | 3:22  |
| 3.  | Tout est dit                | 3:15  |
| 4.  | Recommencer                 | 4:00  |
| 5.  | Garde tout                  | 4:06  |
| 6.  | Ma peur                     | 3:41  |
| 7.  | Si tu savais                | 3:23  |
| 8.  | Je prends sur moi           | 3:05  |
| 9.  | Nulle part ailleurs         | 3:46  |
| 10. | L'unique                    | 3:19  |
| 11. | Pas pour moi                | 3:52  |
| 12. | À l'abri                    | 3:45  |
| 13. | On n'a pas tout notre temps | 4:04  |
| 14. | La première fois (Remix)    | 4:03  |

## Listplaceringar
| Lista               | Topplacering |
| ------------------- | ------------ |
| Belgien (Vallonien) | 13           |
| Frankrike           | 4            |
| Schweiz             | 55           |